# Haruna (imię)
Haruna (jap. はるな, ハルナ) – żeńskie imię japońskie.

## Możliwa pisownia
Haruna można zapisać, używając wielu różnych znaków kanji i może znaczyć m.in.:
- 春菜, „wiosna, warzywa”[1]
- 晴奈
- 陽菜

## Znane osoby
- Haruna Asami (八瑠奈), japońska judoczka
- Haruna Ikezawa (春菜), japońska seiyū
- Haruna Iikubo (春菜), japońska modelka, aktorka i piosenkarka J-popowa
- Haruna Okuno (真優), japońska zapaśniczka
- Haruna Matsumoto, japońska snowboardzistka

## Fikcyjne postacie
- Haruna (ハルナ), bohaterka light novel, mangi i serii anime Kore wa Zombie desu ka?
- Haruna Chiyohara (千代原 はる奈), bohaterka light novel, mangi i anime Asura Cryin’
- Haruna Niekawa (春奈), bohaterka mangi i anime Durarara!!
- Haruna Otonashi (Celia Hills) (春奈), bohaterka mangi i anime Inazuma 11
- Haruna Otoo (春菜), postać z anime Working!! 2
- Haruna Sairenji (春菜), bohaterka serii To Love-Ru
- Haruna Sakurada (春菜), postać z serii Czarodziejka z Księżyca